# Podkarczówka

Dzielnice i osiedla Kielc, Podkarczówka ma na mapie nr 23

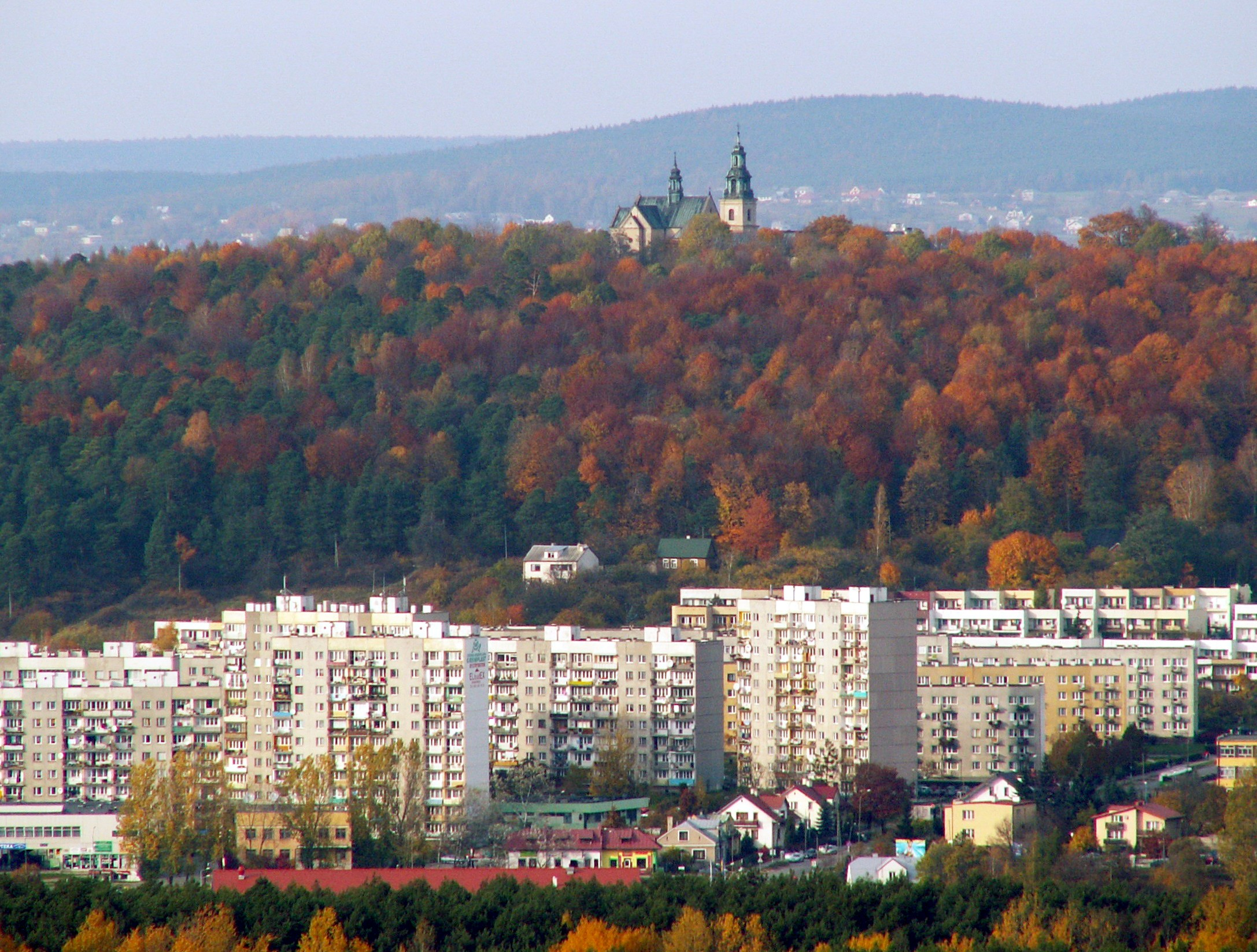
Widok na osiedle i wzniesienie Karczówka

Podkarczówka – osiedle mieszkaniowe Kielc położone na południowy zachód od centrum miasta, obejmujące południowy i południowo-wschodni obszar wzniesienia Karczówka (co najmniej obszar dawnej miejscowości Czarnów Poklasztorny – obecnie są to ulice Podklasztorna, Św. Barbary i Bernardyńska). Zabudowa sięga w przybliżeniu ulicy Kryształowej na wschodzie i ulicy Krakowskiej na południu. Osiedle wybudowała spółdzielnia RSM "Armatury", pierwsze budynki wielorodzinne oddano do użytku w grudniu 1976 roku. W 1998 roku osiedle liczyło 1088 mieszkań w budynkach wielorodzinnych i 265 domków jednorodzinnych.

## Ważniejsze obiekty
- Kościół pod wezwaniem św. Wincentego Pallottiego (ul. Fosforytowa 6).
- Pawilon handlowy wraz z Osiedlowym Ośrodkiem Kultury "Amonit" (ul. Kryształowa 4)[4].
- Przychodnia lekarska "Podkarczówka" (Kryształowa 2)[5].
- Szkoła Podstawowa nr 31 im. Henryka Sienkiewicza przy ulicy Krzemionkowej 1.

## Komunikacja miejska
Do osiedla można dotrzeć liniami 1, 5, 19, 23, 27, 28, 29, 31, 35, N1, Z.
Dojazd w głąb osiedla zapewniają autobusy linii 5, 23, 35, N1 i Z.

## Oknówki na osiedlu Podkarczówka
Kiedyś liczniej zasiedlała również małe, dwupiętrowe budynki w zachodniej części osiedla. Obecnie gniazduje tam sporadycznie. Gdy zaczynano monitoring w 2005 r., stwierdzono na całym osiedlu 59 gniazd, dwa lata później, tj. w 2007 r., odnotowano kulminację liczebności - 88 gniazd. Od tamtego czasu trwa ciągły spadek liczebny populacji, pięć lat z rzędu notuje się jej spadek; w 2012 r. na Podkarczówce było już tylko 13 gniazd. Nowe budynki nie spełniają jej wymagań; obok starego osiedla wybudowane nowe bloki które nie zostały w ogóle zasiedlone.  
.